# Badulla (plaats)
Badulla (Singalees: Badulla; Tamil: Patuḷai) is een plaats in Sri Lanka en is de hoofdplaats van het district Badulla.
Badulla telde in 2001 bij de volkstelling 40.920 inwoners.
Badulla is sinds 1972 de zetel van een rooms-katholiek bisdom.

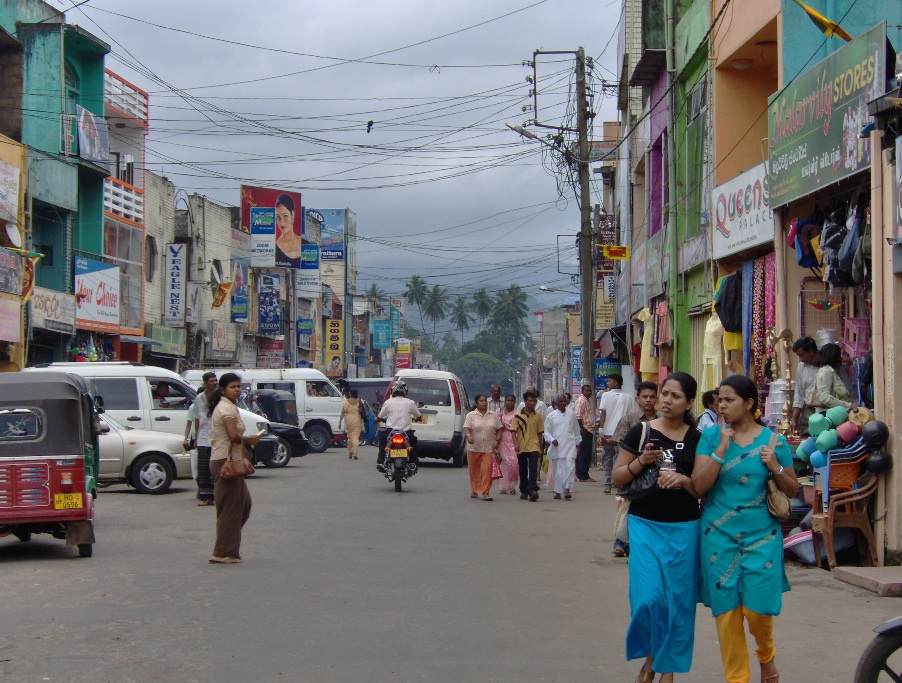
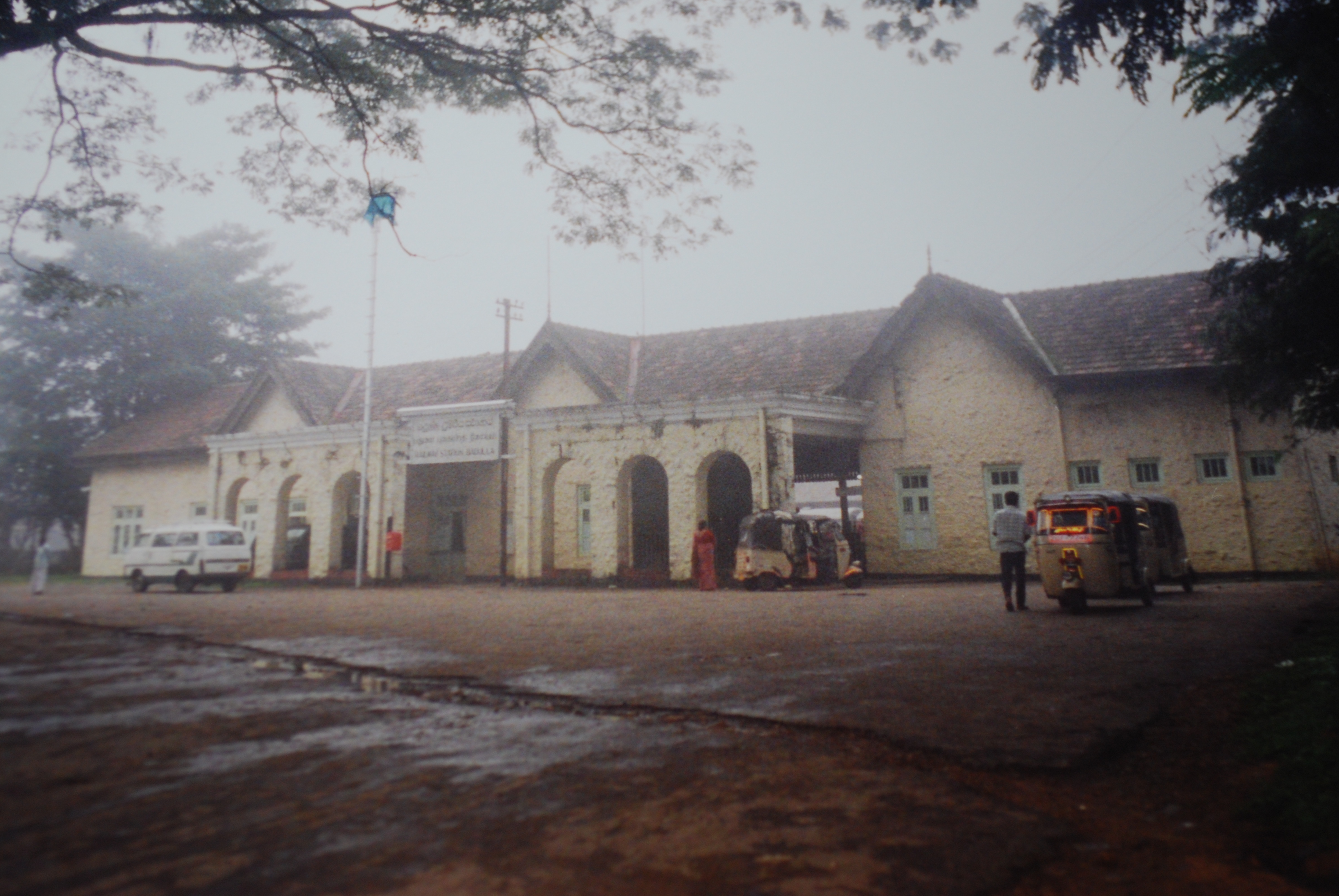
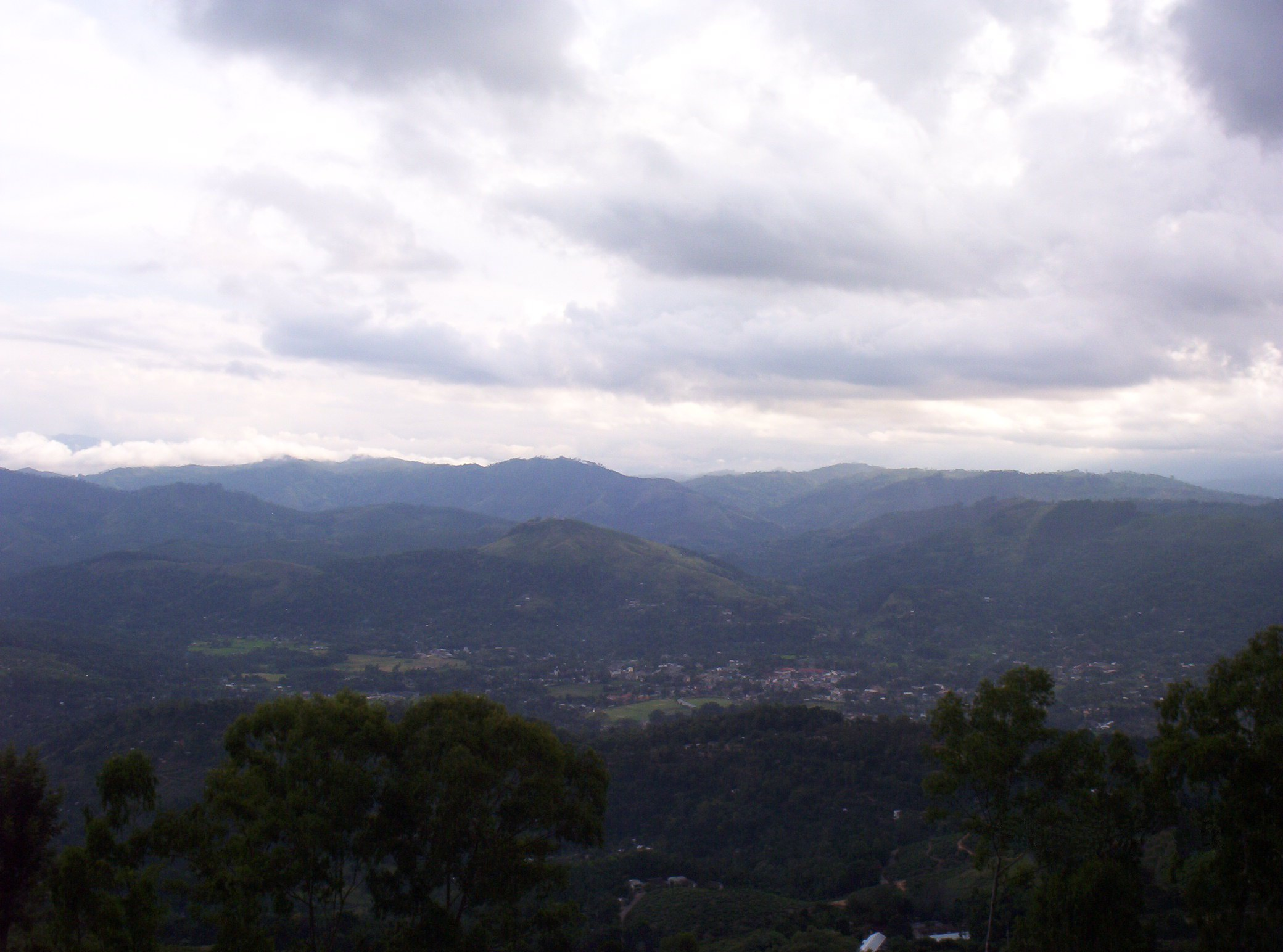